# Lorber (Familienname)
Lorber ist ein Familienname, der seine Wurzeln im deutschsprachigen Gebiet hat.

## Namensherkunft und Bedeutung
Der Name „Lorber“ leitet sich vermutlich vom Gewürz bzw. der Pflanze Lorbeer ab und könnte demnach auf eine Tätigkeit als Gewürzhändler verweisen.

## Mögliche Wurzeln
In einschlägigen Büchern werden mehrere frühe Erwähnungen des Namens genannt:
- Hans Bahlow: Deutsches Namenlexion: Godeke oder Godike Lorbere (Rostock 1293), Hermann Lorbere (Hannover 1312), Otto Lorberer (Brünn 1345)
- Freiherr zu Hammerstein: Die Besitzungen der Grafen von Schwerin: Conradus Lorber (Mankemus 1294), Johannes Lorbere und Hubertus Lorberen (Kloster Wienhausen 13. Jh.)
- Alphonse Lorber: Chronik des Dorfes Ebersheim: Ulricus Lorber (Straßburg 1316)
- Duden, Lexikon der Familiennamen: H. Lorber (Nürnberg 1363)

Es fällt auf, dass die ersten Erwähnungen geographisch recht weit auseinander liegen. Das könnte zum einen darauf hindeuten, dass mehrere Familien unabhängig voneinander diesen Namen wählten. Andererseits weist Hans Bahlow in seinem „Deutschen Namenlexikon“ auf eine Tätigkeit als Gewürzhändler hin, was eine bereits früh erfolgte weite Streuung einer zusammenhängenden Familie erklären könnte. Hierfür spräche, dass Straßburg bereits im Mittelalter eine Drehscheibe des Handels mit Gewürzen (darunter aus Lorbeer) aus der Mittelmeerregion mit dem Heiligen Römischen Reich war. Ein Indiz für den Händlerstand kann auch gelten, dass die frühen Lorber meist als ratsfähige Bürger genannt werden oder in anderen eher gehobenen Stellungen auftauchen: 1293 in Rostock als Grundbesitzer in der Krämerstraße, 1294 als Lehnsleute der Grafen von Schwerin, 1316 in Straßburg als Priester, ab ca. 1400 Ratsherren in Bamberg (dort auch als Kupferhändler nachgewiesen), 1432 Bürger in Hameln, 1439 Bürgermeister in Landshut, 1507 Ratsherren in Stralsund, 1514 Bürgermeister in Rastenberg.
Diese Überlegungen führen zu drei möglichen Theorien:
1. Ursprung im Norden Deutschlands / Dänisches Geschlecht: Tatsächlich finden sich die frühesten erhaltenen Urkunden aus dem Ende des 13. Jahrhunderts in der Grafschaft Schwerin und den benachbarten Gebieten der Herrschaft Rostock und des Herzogtums Braunschweig-Lüneburg. Für diese Herkunft spricht auch der Vorname „Godike“ in der frühesten Erwähnung, der außerhalb dieser Region kaum nachgewiesen wird. Im Eintrag von Christoph Lorbeer in der Allgemeinen Deutschen Biographie ist von einer Herkunft aus einem dänischen Rittergeschlecht die Rede. Tatsächlich stand Rostock seit Ende des 12. Jahrhunderts und die Grafschaft Schwerin zwischen 1202/1203 bis 1225 zeitweilig unter dänischer Herrschaft. Möglicherweise gelangten die Vorfahren der Lorber also als Streiter des dänischen Königs nach Süden. Später scheinen sie eine Tätigkeit als Gewürzhändler aufgenommen zu haben, was auch die Namensgebung erklären würde. In diesem Zusammenhang ist denkbar, dass ein Familienteil in die damals blühende Handelsstadt Straßburg entsandt wurde um von dort den Handel mit dem vermutlich aus Südeuropa importierten Gewürz zu unterstützen. Dies würde die seit dem frühen 14. Jahrhundert nachweisbare Erwähnung des Namens in der Elsassmetropole erklären.
2. Getrennte Familien im Norden und im Elsass: Angesichts der recht großen räumlichen Entfernung der frühen Erwähnungen kann auch nicht ausgeschlossen werden, dass es sich dabei um eine zufällige Namensgleichheit handelt. Möglicherweise von mindestens zwei unabhängig voneinander entstandenen Gewürzhändlerfamilien.

## Bekannte Familienstämme

### Norddeutsche Lorber

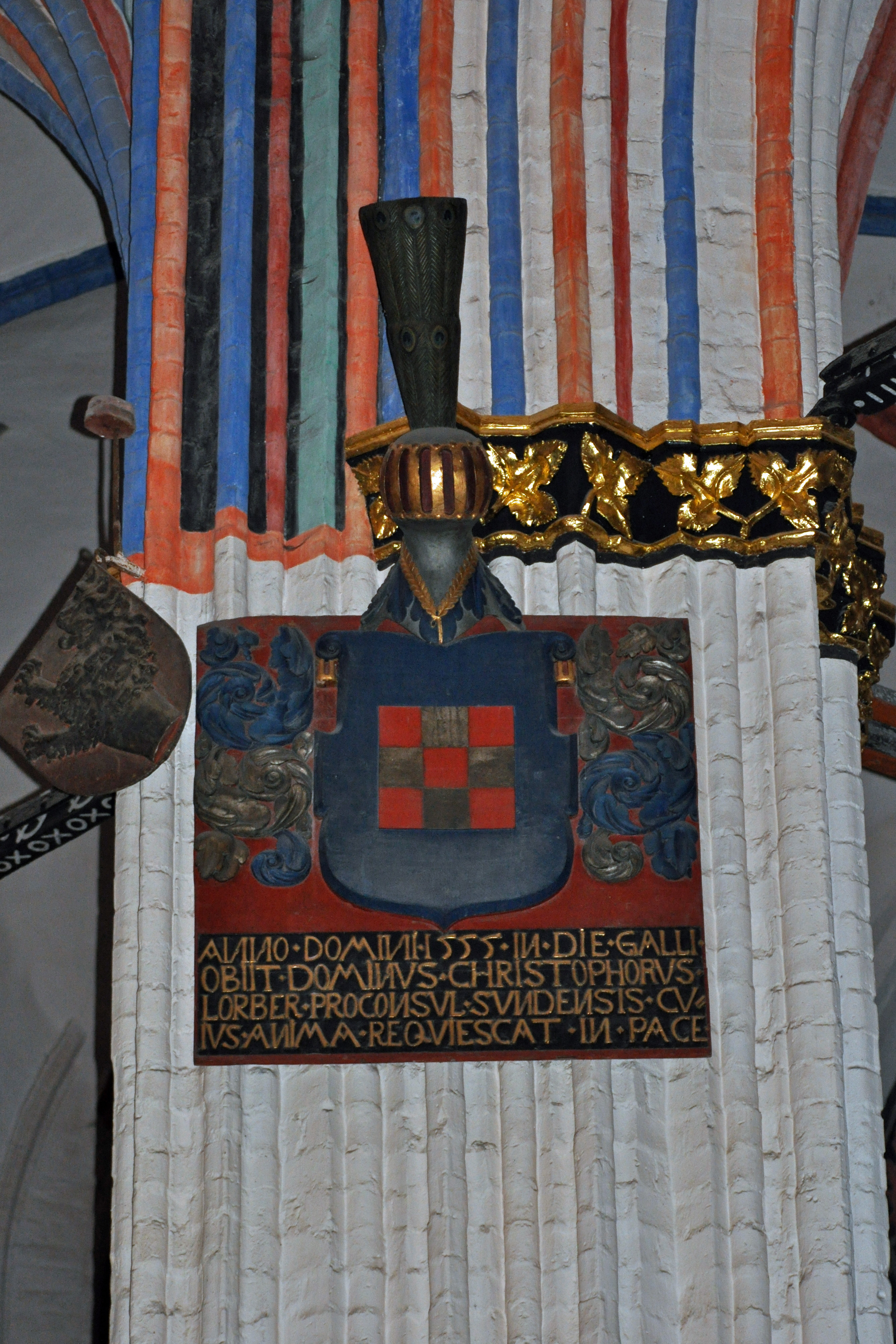
Epitaph des Christoph Lorber († 1555) in der St.-Nikolai-Kirche Stralsund

Die frühesten Quellen finden sich im Gebiet des heutigen Mecklenburg und des östlichen Niedersachsen. In der frühesten erhaltenen Erwähnung hat Godike Lorbere 1293 in Rostock Grundbesitz in der Krämerstraße veräußert. Ein Hinweis auf eine Tätigkeit als Krämer, möglicherweise als namensgebender Gewürzhändler. Nahezu zeitgleich wird Conradus Lorber als Untertan des Grafen von Schwerin erwähnt, ebenso wie weitere Namensvettern im Nekrolog des Klosters Wienhausen bei Celle.
Christoph Lorber oder Lorbeer († 1555), Sohn von Olof Lorber und Gertrud Swarte, wird 1507 Ratsherr und 1524 Bürgermeister in Stralsund. Seine Vorfahren sollen der Überlieferung nach aus Dänemark stammen. Eine Verbindung zu den eben genannten frühen Vertretern erscheint daher wahrscheinlich, denn diese Gebiete, insbesondere die Grafschaft Schwerin, standen zeitweilig unter dänischer Herrschaft.
Überliefert sind Ratsherren und Kleriker in frühen Jahrhunderten auch in anderen Orten Norddeutschlands, etwa im Kloster Riddagshausen und Hameln.
Es ist bislang unklar, ob aus diesen norddeutschen Familienmitgliedern noch direkte Nachfahren existieren.

#### Weitere erwähnenswerte Angehörige dieses Familienstammes
- Johannes Lorber († 1586) – Zwischen 1557 und 1586 erster evangelischer Abt des Zisterzienserklosters Riddagshausen[10]
- Melchior Gerhard Lorbe(e)r (* 1650 oder 1651 in Hameln; † 1701 in Stuttgart) – Buchdrucker und Herausgeber einer Zeitung[11]

### Elsässer Lorber
Um 1316 wird in Straßburg ein Ulricus Lorber als Priester und Staatsanwalt im Kloster St. Etienne genannt. In dieser Region ist die Familie bis heute nachweisbar, etwa in Colmar oder in Ebersheim, wo sie bereits seit Ende des 15. Jahrhunderts nachgewiesen werden kann.
1374 wurde der damalige Bischof von Straßburg Lamprecht von Brunn zum Bischof von Bamberg ernannt. In seiner Regierungszeit tauchen die ersten Namensträger im Hochstift Bamberg auf: 1385 Heintz und Alheyd Lorber, Clas bzw. Niklas Lorber als Küchenmeister des Bischofs zu Bamberg und Cuntz bzw. Konrad Lorber, im vom Bischof für das Bistum neu erworbenen Dorf Stübig. Es ist demnach sehr wahrscheinlich, dass diese Familie in Begleitung des Bischofs nach Franken gelangte, wo bis heute viele Nachkommen zu finden sind.

#### Die Fränkisch-Städtische Linie (Nachkommen von Clas Lorber)

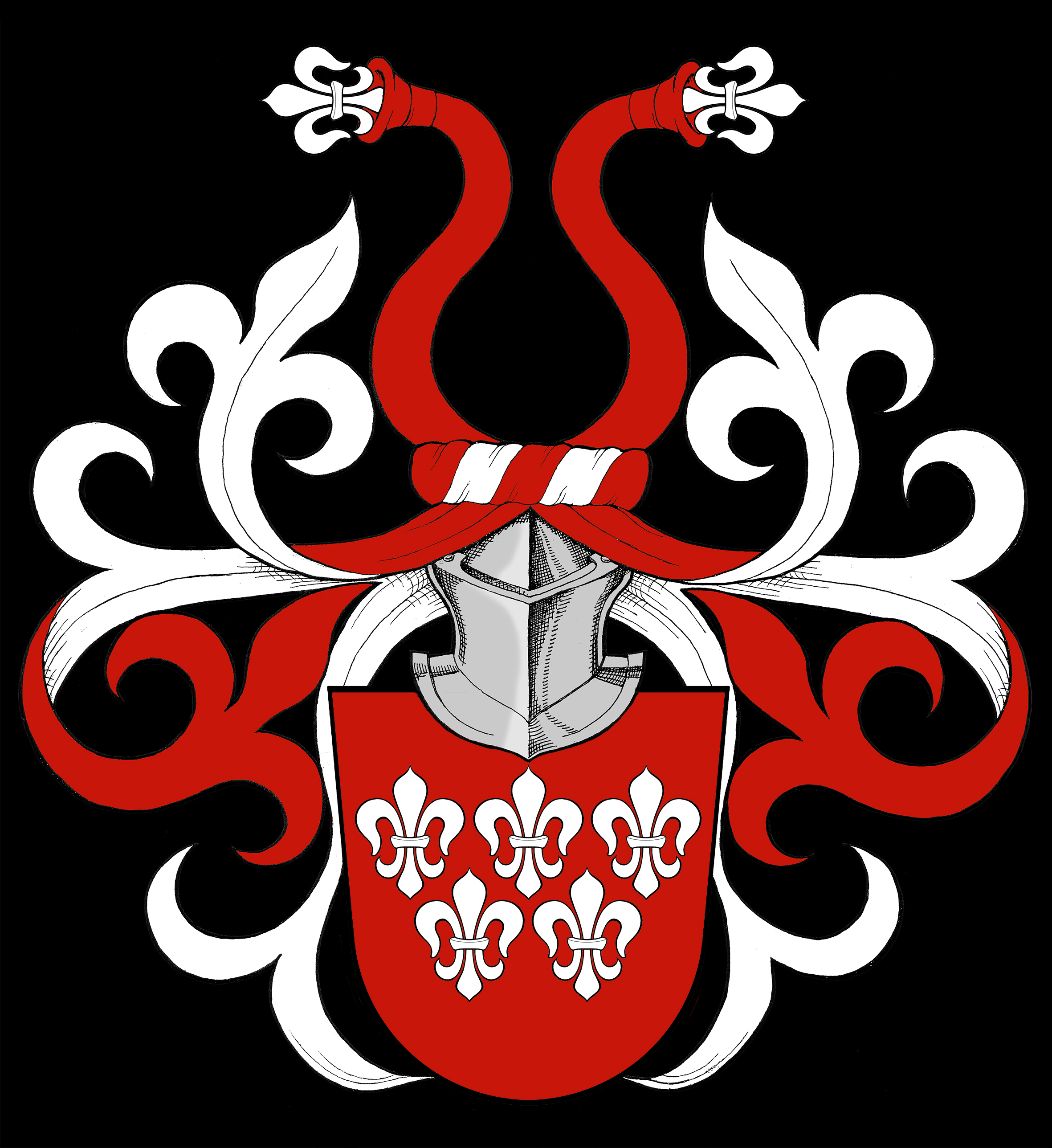
Wappen des Bamberger Familienzweiges in seiner Urform ohne Besserung aufgrund der Adelserhebung

Clas Lorber wurde zuerst 1394 in Quellen genannt.
Die Familie blieb auch weiterhin im Dienst der Fürstbischöfe und stieg rasch bis in die Reihen der ratsfähigen Bürger der Stadt auf. Bereits 1412 wird Clas Lorber (vermutlich der besagte Küchenmeister) als Schultheiß in Bamberg genannt.
Die Familie scheint neben ihrer Stellung im Rat rasch zu Wohlstand gekommen zu sein. 1445 stiftet die Familie der Oberen Pfarre eine Kapelle zu Ehren des Heiligen Pankratius. 1462 wird am heutigen „Am Kranen 14“ – dem damaligen Stadthafen am Ufer der Regnitz – der „Kupferhof der Lorber“ genannt. Diese wohl dem Kupferhandel dienende Faktorei ist bis mindestens bis 1635 in Familienbesitz geblieben.
Pankraz Lorber wird 1546 als Besitzer des „Hauses unter den Störchen“ in der heutigen „Dominikanerstraße 4“ verzeichnet. Inzwischen befindet sich in diesem Gebäude das wohl bekannteste Bamberger Gasthaus, das „Schlenkerla“.
Nachdem die Familie seit Generationen zu den führenden Geschlechtern Bambergs gehört hatte, wurde sie am 1. September 1571 durch Kaiser Maximilian II. in den Adelsstand erhoben. Die Urkunde nennt die fünf damals lebenden Söhne von Pankraz Lorber als Empfänger des Adelsdiploms. Im Zuge der Erhebung wurde auch das Wappen der Familie gebessert. Das Schild (fünf silberne Lilien auf rotem Grund) wurde belassen, der Wulst wurde von einer Adelskrone ersetzt, die ursprünglich einheitlich silbernen Büffelhörner in der Helmzier wurden nun abwechselnd rot-silber geteilt und zwischen ihnen wurde eine weitere silberne Lilie hinzugefügt.
Zur Unterscheidung zu den daneben existierenden bürgerlichen und bäuerlichen Namensvettern, führte die Familie die Bezeichnung „Lorber von Störchen“. Der Beisatz dürfte entweder auf den ersten bekannten Wohnsitz in der Austraße 33 (der 1571 allerdings nicht mehr von der Familie bewohnt wurde) oder auf das bereits erwähnte „Haus unter den Störchen“ in der Dominikanerstraße hinweisen. Dieses Anwesen wurde 1677 an den Dominikanerorden verkauft.
Michael Lorber von Störchen, ein Sohn eines der geadelten Brüder, hat 1613 ein Namenbuch der Familie verfasst. Zu den Familienschätzen gehörte zudem eine silberne Schale „von 2 Mark und 1 Loth Gewichts“, welche Michael, Pankraz und Jobst Justus Lorber in ihrem Testament verfügten. Die Schale zeigte die Wappen der Familie Lorber und der eng verwandten Haller, und die auf den jeweils ältesten der Familie vererbt werden sollte.
Die Lorber von Störchen brachten im Laufe der Jahrhunderte viele Gelehrte hervor, vor allem die Juristen und Hofräte Johann Thomas Jakob Lorber von Störchen (1695–1734) oder dessen Sohn Johann Ignatz Christoph Nepomuk Lorber von Störchen (1725–1797), dessen Grabmal sich noch an der Oberen Pfarre zu Bamberg befindet.
Die Lehen der Familie waren über das Bamberger Hochstift verstreut. Neben Häusern und Feldern in Bamberg, wurden auch Besitzungen in Zeil am Main und Scheßlitz erwähnt. Letzter Familiensitz war der „Lorberhof“ am Jakobsplatz 15 in Bamberg. Anders als der bis heute überlieferte (wenngleich ungebräuchliche) Hausname vermuten lässt, war er jedoch nur wenige Jahrzehnte Wohnstätte der Familie und dient heute dem Don Bosco St.-Josefs-Heim als Jugendunterkunft.
Mit dem Ende des Hochstifts Bamberg und der Eingliederung der Stadt in das Königreich Bayern 1803 scheint auch die Bedeutung der Familie zu schwinden. Die letzten bekannten Vertreter des Geschlechtes waren Ignaz Nepomuck Lorber von Störchen (1788–1857), ein königlich-bayrischer Rittmeister, der am 3. Juni 1857 starb und seine Schwester Elisabetha von Poschinger, geborene von Lorber (1790–1859). Ignaz Nepomuck bezeichnet sich, in seinem Antrag auf Anerkennung seines Adelstitels, den er an den König von Bayern richtete, selbst als letzten männlichen Erben seines Geschlechtes. Er und seine Gattin Maria Karolina Kreß von Kressenstein hinterließen eine Tochter Maria Karoline Helena, deren Spuren sich nach ihrer Heirat mit Ferdinand Freiherr von zu Rhein 1883 in Augsburg verlieren. Das Adelsgeschlecht war mit ihr erloschen.
Es gibt Hinweise, dass zumindest ein verarmter Zweig dieser geadelten Lorber überdauert haben könnte: Johann Georg Lorber (1764–1820), wurde möglicherweise als Spross des Adelszweiges geboren, starb jedoch als einfacher Bauer auf dem Knottenhof bei Stegaurach. Dies könnte damit zusammenhängen, dass er um 1790 (vermutlich durch nicht standesgemäße Heirat) seinen Adelsrang verloren haben könnte. Seine Nachkommen sind heute noch immer in Stegaurach, aber auch in Iowa, USA zu finden.

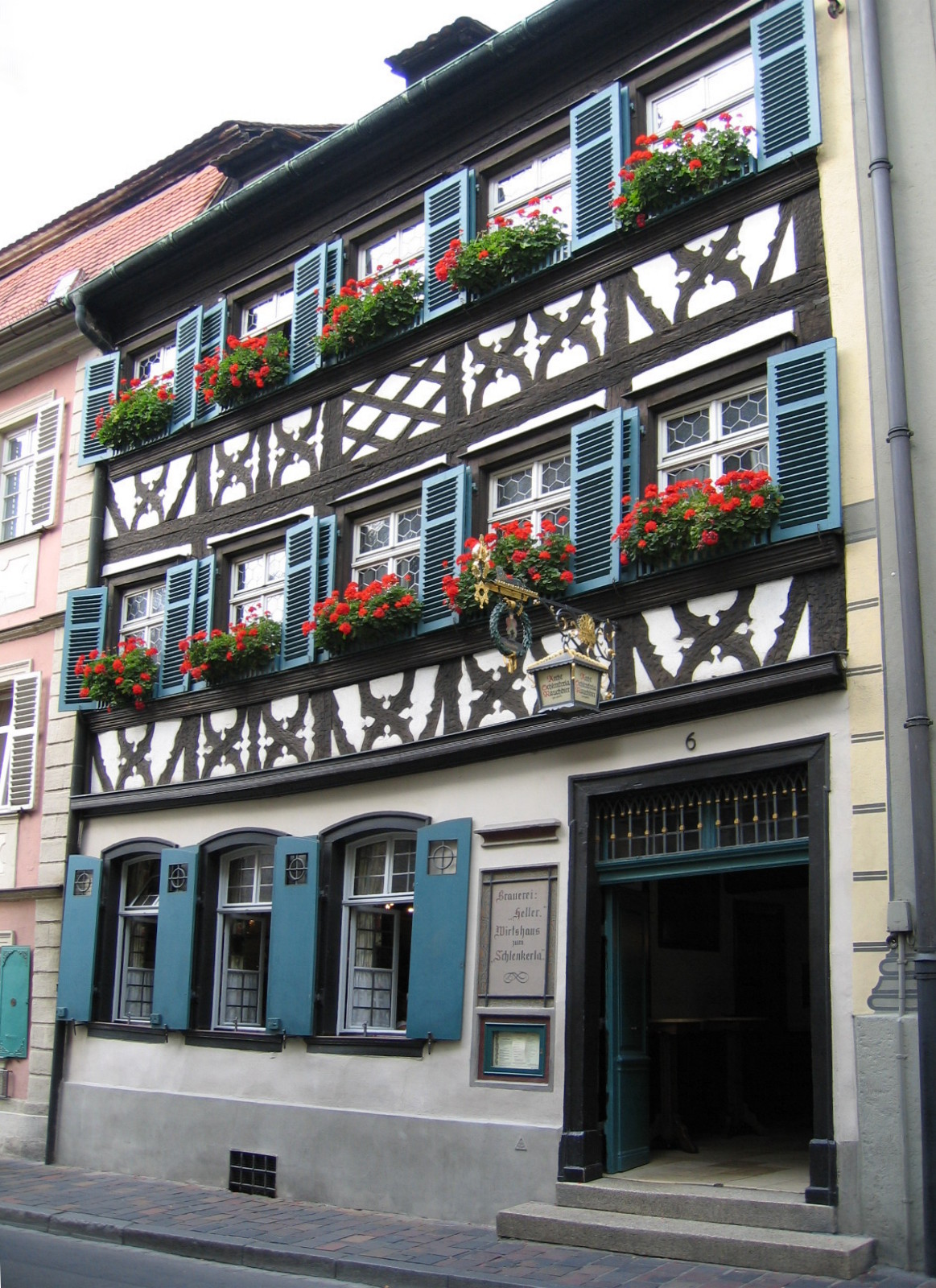
Ehemaliges „Haus unter den Störchen“ – heute Gaststätte „Schlenkerla“

##### Besitztümer und Wohnsitze
- Au 33 – „Haus zum Storch“, erster bekannter Stammsitz der Familie in Bamberg, laut Paschke: 1445 Clas Lorber bis 1578 Caspar Lorber[21]
- Am Kranen 14 – „Kupferhof“ am damaligen Bamberger Stadthafen – etwa um 1462 bis etwa 1635[22]
- Dominikanerstraße 4 – „Haus unter den Störchen“ in Bamberg – Familiensitz von 1546 bis 1677[23]
- Jakobsplatz 15 – „Lorberhof“ – letzter Bamberger Familiensitz von 1753 bis um 1812[24]
- Maximilianstraße 27 in Augsburg – Wohnhaus der letzten adeligen Lorber von 1831 bis 1883[25]

##### Erwähnenswerte Angehörige dieses Familienstammes
- Nikolaus (Clas) Lorber (ca. 1370–1446) – 1394 Küchenmeister des Fürstbischofs, 1412 Schultheiß von Bamberg
- Jobst von Lorber (1533–1581) – beantragte 1570 gemeinsam mit seinem Bruder Pankraz am Rande des Reichstages zu Speyer die Erhebung seiner Familie in den Adelsstand[26]
- Pankraz von Lorber (1544–1587) – Diener von Erzherzog Karl von Österreich (Sohn von Kaiser Ferdinand I.), verstarb in Wien
- Hans Caspar von Lorber (1560–1626) – Rat über 42 Amtsperioden, darunter achtmal Unterbürgermeister und einmal Oberbürgermeister, überlebte die Hexenverfolgung im Gegensatz zu zwei Dritteln der anderen Räte[27]
- Michael von Lorber (1569–1620) – Stiftete ein Namenbuch der Familie, musste Bamberg verlassen und nach Zeil bzw. Schweinfurt auswandern, nachdem er das evangelische Bekenntnis angenommen hatte
- Johann Pankraz von Lorber (1587 – zwischen 1641 und 1647) – Hauptmann im Hatzfeldschen Regiment während des Dreißigjährigen Krieges
- Jacob Wilhelm von Lorber (1591–1618) – Chorherr von St. Stephan, wurde gelegentlich einer Hochzeit im Zimmer des Kaplans Johann Degen, vom Organisten von St. Martin durch zwei Stiche getötet[28]
- Hans Adam von Lorber (1600–1666) – Sohn von Michael, Bürgermeister von Königsberg in Bayern
- Daniel von Lorber (1647–1703) – Sohn von Hans Adam, nahm wieder den katholischen Glauben an und diente erneut den Bamberger Fürstbischöfen als Gerichtsassessor und Pfleger
- Ignaz Christoph Lorber von Störchen (1725–1797) – Bereits mit 24 Jahren Professor der Rechtswissenschaften, Verfasste mehrere wissenschaftliche Schriften, Grabmal an der Außenmauer der Oberen Pfarrkirche erhalten[29]
- Franz Eberhard Christoph Joseph von Lorber (1755–1812) – bis zur Säkularisation Bambergischer Hof- und Regierungsrat, danach früh pensioniert – stellte nie einen Antrag auf Adelsanerkennung beim König von Bayern
- Ignaz Nepomuck von Lorber (1788–1857) – Königlich-Bayerischer Rittmeister, letzter männlicher Erbe des Geschlechtes

#### Die Fränkisch-Ländliche Linie
Zeitgleich mit dem oben genannten Clas Lorber, wird ein Cuntz (Konrad) Lorber im nur 20 Kilometer entfernten Dorf Stübig genannt. Eine Verwandtschaft gilt als sicher.
Im Gegensatz zur Städtischen Linie waren die Nachkommen des Cuntz bereits früh kaum in gehobenen Schichten zu finden. In den folgenden Jahrhunderten übten sie unter anderem Tätigkeiten als Müller in Ehrl, Bäcker in Scheßlitz und ansonsten hauptsächlich als Bauern in dieser Region aus. Dieser Zweig blieb bis in unsere Tage blühend und brachte viele Nachkommen hervor. Heute leben diese Nachfahren teilweise noch immer in Franken, speziell in der Stammheimat Landkreis Bamberg, verteilten sich aber auch bis in den Bundesstaat New York, USA.
In Bamberg und anderen Gemeinden des Hochstifts, etwa in Gaustadt, Stadtsteinach oder Waischenfeld, tauchen ab dem frühen 16. Jahrhundert auch andere Kleinbürger mit dem Namen Lorber auf. Sie üben Berufe wie Pfragner (Kleinhändler) und Wirt, Handwerke wie Schuhmacher und Altmacher aus. Da dieses Auftauchen vor dem Beginn lückenlos überlieferter Kirchenbuchaufzeichnungen liegt, ist bislang unklar, ob sie einem verarmten Zweig der Fränkisch-Städtischen Linie oder der Fränkisch-Ländlichen Linie entstammen.

##### Erwähnenswerte Angehörige dieses Familienstammes
- Karl Sigmund Lorber (1792–1845) – Bürgermeister von Landshut

### Galizisch-Jüdische Lorber
Speziell in den USA leben Nachfahren jüdischer Familien mit dem Namen Lorber, die nach bisherigem Stand der Forschung ursprünglich vor allem im Galizischen Raum vorkamen. Dort kamen parallel die Namen Lorbeerbaum und Lorber vor. Zumindest bei den Lorbeerbaum dürfte es sich um eine typische späte Neubildung eines jüdischen Familiennamens aus der Zeit ab 1787 handeln. Nachfahren sind unter den Namen Lorberbaum und Dafni bis heute unter anderem in Israel zu finden.
Bei Lorber dagegen scheint die Schreibweise mit einem e eher auf eine Verbindung zu den christlichen Namensvettern zu deuten – etwa zu den Österreichern, denn auch Galizien war damals bereits Habsburgisch. Aufgrund der sich noch bis zum 19. Jahrhundert ändernden jüdischen Namen denkbar, wenngleich unwahrscheinlicher, erscheint eine Verschleifung aus Lorbeerbaum.

#### Erwähnenswerte Angehörige dieses Familienstammes
- Jakob ben Jakob Moses von Lissa Lorbeerbaum (1760–1832), bedeutender Rabbi und Talmudist im Polnisch-Galizischen Raum[33]
- Jeff Lorber (* 1952), Amerikanischer Jazzmusiker[34]

## Heutige Verbreitung
Neben den bereits erwähnten Stammländern in Norddeutschland, Elsass, Franken und Galizien, sowie den klassischen Auswanderernationen wie den USA kommt der Name in einigen weiteren Regionen vermehrt vor.

### Mitteldeutschland
Bereits um 1401 wird im Bürgerbuch von Naumburg (Saale) kurzzeitig ein Hartung Lorber erwähnt, wobei sich die Spur der Familie danach zunächst wieder verliert. Zu Beginn des 16. Jahrhunderts tauchen Lorber als Bürgermeister in Rastenberg auf. Einer der Nachkommen dieses Zweiges, Johann Bernhard Lorber (1706–1779), übernahm 1733 eine Apotheke in Naumburg und nannte sie in „Lorbeerbaum-Apotheke“ um, unter deren Namen sie bis heute existiert. Auch sein eigener Name, und der seiner Nachkommen, glich sich der inzwischen geänderten Schreibweise des Gewürzes an und erhielt ein zweites „e“.
Spätestens im 16. Jahrhundert finden sich auch Namensträger als Schäfer im Vogtland. Auch hier änderte sich die Schreibweise zwischen dem 18. und 19. Jahrhundert teilweise auf das Doppel-e.
Der Ursprung der bis heute in Mitteldeutschland nachgewiesenen Namensträger ist bisher unklar. Möglicherweise treffen hier die Mecklenburger und die räumlich naheliegenden Fränkischen Linien aufeinander. Dass Franken ins benachbarten früh ins benachbarte Thüringen ausgewandert sind, ist durch das Beispiel von Niclas Lorber (1459–1506) belegt, der als Spross der Fränkisch-Städtischen Linie, als Chorherr an der Severikirche in Erfurt gewirkt hat. Volkmar Hellfritzsch stellt daneben die These auf, dass die Schäfer im Vogtland einen eigenen Stamm darstellen und ihr Name auf eine volkstümliche Bezeichnung für Schafskot zurückzuführen sein könnte. Da die Familiennamen etwa 200 Jahre vor der Ersterwähnung als Schäfer entstanden sind, ist diese Vermutung allerdings nicht belegt.

#### Erwähnenswerte Angehörige dieses Familienzweiges
- Johann Bernhard Lorbeer (1706–1779), Apotheker in Naumburg (Saale), benannte die heute noch bestehende „Lorbeerbaum-Apotheke“
- Johann Christoph Lorber (1645–1722), Hofadvokat und „kaiserlich gekrönter Poet“ zu Weimar
- Hans Lorbeer (1901–1973), deutscher Schriftsteller
- Martin Lorber (* 1967), deutscher Musikhistoriker und Journalist

### Österreich
Das Hochstift Bamberg, in dessen Diensten die Lorber von Störchen standen, hatte auch Besitz in Kärnten. So wird etwa Pankraz Lorber (1544–1587) als Amtmann in Villach bezeichnet. Ende des 17. Jahrhunderts werden auch Brüder der Adelsfamilie in Rottenegg in Oberösterreich erwähnt.
In der Folge tauchen immer wieder Lorber in Österreich, speziell in Südösterreich auf. Bis heute findet sich der Name vermehrt in Kärnten, der Steiermark und dem heutigen Slowenien – so dass gemeinsame Wurzeln möglich, wenngleich bisher noch nicht gesichert sind.

#### Erwähnenswerte Angehörige dieses Familienzweiges
- Jakob Lorber (1800–1864), Autor religiöser Schriften

#### Lorber von Lorberau
Als erster der österreichischen Adelsfamilie wurde 1741 Johann Niclas Lorber für die Verdienste seines Vaters Johann Georg Lorber aus Mureck in den Adelsstand erhoben. Schon der Großvater Bartholomäus Lorber der Ältere hatte sich als Gönner Murecks gezeigt und den Rathausturm errichten lassen. Mitglieder der Familie fanden sich unter anderem in Diensten der österreich-ungarischen Armee.
Ob ein Zusammenhang mit der Familie Laurga von Lorberau besteht, die 1483 in Wiener Neustadt das Wappenprivileg erhielt, 1627 geadelt wurde und Schloss Lorberau in Donawitz, einem Ortsteil von Leoben errichtete, ist bisher ungewiss.

## Varianten
- Lorbeer
- Lorbek